# 에피머화효소 및 라세미화효소
에피머화효소(영어: epimerase) 및 라세미화효소(영어: racemase)는 생체분자에서 입체화학적 반전을 촉매하는 이성질화효소이다. 에피머레이스, 라세메이스라고도 한다. 라세미화효소는 비대칭 중심이 1개 뿐인 기질에서 비대칭 탄소 원자 주변의 입체화학적 반전을 촉매한다. 에피머화효소는 1개 이상의 비대칭 중심을 갖는 기질에서 비대칭 탄소 원자에 대한 입체배치(configuration)의 입체화학적 반전을 촉매하여 에피머들을 상호전환시킨다.
사람의 에피머화효소로는 아미노산인 알라닌, 아이소류신, 메티오닌, 발린의 분해 대사에 관여하는 메틸말로닐-CoA 에피머화효소와 갈락토스 대사의 마지막 단계(UDP-갈락토스를 UDP-포도당으로 가역적으로 전환시키는 반응을 촉매함)에서 사용되는 UDP-포도당 4-에피머화효소 등이 있다.

## 같이 보기
- 에피머
- 이성질화효소
- 갈락토스 에피머화효소 결핍증